# Franz Vranitzky
Franz Vranitzky (født 4. oktober 1937 i Wien) er en østrigsk socialdemokratisk politiker som var Østrigs kansler fra 1986 til 1997.